# Mortes em 2017
Esta é uma relação de pessoas notáveis que morreram durante o ano de 2017.